# Новомиколаївська сільська рада (Гуляйпільський район)
| Новомиколаївська сільська рада — колишній орган місцевого самоврядування у Гуляйпільському районі Запорізької області з адміністративним центром у с. Новомиколаївка. Історична дата утворення: в 1977 році. Водоймища на території, підпорядкованій даній раді: р. Янчул. Сільській раді підпорядковані населені пункти: - с. Новомиколаївка - с. Нововасилівське - с. Новогригорівка - с. Новоіванівка |

## Склад ради
Рада складається з 12 депутатів та голови.

### Керівний склад ради
| ПІБ                       | Основні відомості                                                  | Дата обрання | Дата звільнення |
| ------------------------- | ------------------------------------------------------------------ | ------------ | --------------- |
| Хорішко Григорій Іванович | Сільський голова, 1954 року народження, освіта, позапартійний      | 30.10.2015   |                 |
| Хорішко Григорій Іванович | Сільський голова, 1954 року народження, освіта вища, позапартійний | 30.10.2015   |                 |

Примітка: таблиця складена за даними джерела

## Пам'ятки
- На території сільської ради розташований ботанічний заказник місцевого значення «Грушева балка»[2].

## Населення
Згідно з переписом УРСР 1989 року чисельність наявного населення села становила 929 осіб, з яких 434 чоловіки та 495 жінок.
За переписом населення України 2001 року в селі мешкало 917 осіб.

### Мова
Розподіл населення за рідною мовою за даними перепису 2001 року:
| Мова       | Відсоток |
| ---------- | -------- |
| українська | 94,40 %  |
| російська  | 4,50 %   |
| білоруська | 0,88 %   |
| інші       | 0,22 %   |